# Aline van Barentzen
Aline van Barentzen (nata Aline Hoyle; Somerville, 17 luglio 1897 – Parigi, 30 ottobre 1981) è stata una pianista statunitense naturalizzata francese.

## Biografia
Van Barentzen nacque a Somerville e tenne il suo primo concerto all'età di quattro anni. In tenera età, sua madre la portò a Parigi per intraprendere una formazione musicale formale. All'età di sette anni, suonò il Concerto per pianoforte e orchestra n. 1 di Beethoven e, a nove anni, entrò nel Conservatoire de Paris. Lì, i suoi insegnanti furono Marguerite Long, Marcou e Élie-Miriam Delaborde. Nel 1909, a soli undici anni di età, si aggiudicò un Primo Premio al concorso di pianoforte del Conservatorio di Parigi, un record che ancora oggi detiene (Le Matin 10 luglio 1909):
(Georges Cochet)
Poi continuò la sua formazione con Heirich Barth e Ernst von Dohnanyi a Berlino, dove incontrò anche i giovani Arthur Rubinstein e Wilhelm Kempff. Completò la sua formazione a Vienna con Theodor Leschetizky.
Si stabilì infine a Parigi, dove fu circondata da molti musicisti e compositori di spicco dell'epoca. Suonò opere di Enesco, Poulenc, Messiaen, Roussel e Heitor Villa-Lobos. Il 24 ottobre 1927, debuttò con Chôros No. 8 di Villa-Lobos (composto nel 1925 per due pianoforti e orchestra) ai Concerts Colonne a Parigi con Tomás Teran, sotto la direzione del compositore.
Tenne concerti in tutta Europa e registrò per His Master's Voice.
Nei primi anni '30, fece domanda e ottenne la cittadinanza francese, rimanendo a Parigi durante l'Occupazione.
Van Barentzen ha insegnato per tutta la vita, prima all'Università delle Arti (Philadelphia) e al Conservatorio Nacional Superior de Música (Argentina). Nel 1954, fu nominata professore di pianoforte al Conservatorio di Parigi, posizione che mantenne fino al 1967. Tra i suoi allievi ci furono Jean-Philippe Collard, Bernard Job e Cyprien Katsaris.
Ha debuttato con opere di Henri Martelli (Fantaisie sur un thème malgache, 1946), Florent Schmitt (Hasards, 1943), e Villa-Lobos' (A prole do bebe n°2, Chôros No. 8, 1925).
Ha composto anche per piano sotto il suo nome di nascita, Aline Hoyle.
Morì nel 16º arrondissement di Parigi il 30 ottobre 1981.

## Discografia
Registrazioni selezionate:
- De Falla - Noches en los Jardines de España - Orchestre Symphonique (7 giugno 1928, Gramophone W 938/40a Matrice CT 4031/35 R).
- De Falla - Andaluza (Piezas Españolas n°4) (11 giugno 1928, Gramophone W 940b Matrice CT 4050).
- Sonata per pianoforte n. 21, Op. 53, Sonata per pianoforte n. 23, Op. 57 di Beethoven (La Voix de son Maître FALP199).
- Al Trianon nel 1961: Daquin, Le Coucou; Rameau, La Poule; Rondò alla turca di Mozart (dalla Sonata K.331); Für Elise di Beethoven; K.M. Weber, Perpetuum mobile (dalla Sonata Op. 24); Movimento musicale D.780/3 di Schubert; 3 Canzoni senza parole di Mendelssohn; Sognando Op. 15/7 di Schumann (da Kinderszenen); Valzer in do diesis minore, Op. 64, N. 2 di Chopin; Rapsodia ungherese n. 2 di Liszt, Liebestraum No. 3; Valzer Op. 39/15 di Brahms; Clair de lune di Debussy (3° movimento della Suite bergamasque); Rigaudon di Ravel (Le Tombeau de Couperin); Mouvement perpétuel n°1 di Poulenc; Villa-Lobos, O Polichinelo.[6]

Documenti sonori: 
- Fantasia Corale di Beethoven - Orchestre national de la Radiodiffusion, direttore Roger Désormière, in pubblico e trasmesso dal Théâtre des Champs-Élysées, 20 maggio 1948.
- Cortège Burlesque, ultimo movimento del concerto per pianoforte (Concert dans un Parc) di André Lavagne.[7]